# 上原リナ
上原 リナ（うえはら りな、1984年6月20日 - ）は、日本のAV女優。
身長：165cm 、スリーサイズ：B 90cm W 67cm H 98cm。

## 略歴
2007年にAVデビュー。

## 出演作品

### アダルトビデオ
2007年
- 「メンズエステでワザと勃起させたらヤられた」 VOL.2（5月4日、DANDY）
- 人妻ナイトクルーズ 05（6月13日、プレステージ)
- 巨根白人10人隊がイクッ！ in エステサロン（7月5日、SODクリエイト）（舞園麗奈名義）
- 東京素人娘 LIVE 010 看護学校生 リナ（7月20日、九鬼)
- 若妻の交尾 第五十四巻 上原まゆみ 25歳（8月2日、ジュエル)
- 素人フォルダ。 GIRL #005（9月12日、プレステージ)
- 「みるみる出張が好きになる！これがグ○ーンアテンダントにヌかせるテクニック10箇条」VOL.1（10月14日、DANDY）
- 包茎クリニックのお仕事（10月4日、SODクリエイト）
- アスリートマニア11 ～競泳編～（10月13日、ミル)
- 美人女教師の淫語いっぱいお説教手コキ（11月1日、スティルワークス）
- 美人妻の超エッチなパンスト履いたまま自画撮りオナニー 1（11月1日、スティルワークス）
- もしもアナタが…男だったら死ぬまでに一度は味わってみたい夢のようなシチュエーションに遭遇したら?（11月13日、カルマ）
- 人妻面接 VOL.2　（11月20日、大洋図書）
- 渋谷ギャル捕獲5匹! 自分よりカワイイ友達を呼べ!と脅して、来た友達も当然犯して最終的に美人をレイプするビデオ（12月6日、サディスティックヴィレッジ）他4名出演
- 街で見つけたベビーカーを押してる新米美人ママさんをヤッちまえ!!（12月20日、ナチュラルハイ）
- エロ盛りMAX!! 中出し病院VS手コキクリニック 180分（12月21日、GLAY'z）

2008年
- 挑発淫女 ヴァーチャル オナ vol.1（1月1日、スティルワークス）
- モテる！モテたい！モテさせたい!5分でモテる HOW TO ビデオ（1月17日、Hunter）
- エッチなお姉さんに誘われて 28（1月25日、Fan）
- SEXが嫌いなイイ女のやる気ナイSEX（2月7日、ディープス）
- 美乳人妻淫猥ペット（2月7日、マドンナ)
- 働くエロい女 女教師×女医×OL（2月8日、GLAY'z）
- 癒しの楽園型風俗 TOKYOビューティーモデルリゾート（2月15日、イマージュ）
- 究極の妄想発明シリーズ第2弾 すけすけ透視メガネ（2月21日、ROCKET）
- 半裸ライフ（3月6日、SODクリエイト）
- 女教師10人と男子生徒1人でイク！痴女湯けむり温泉修学旅行！！（3月6日、ディープス）
- こだわりの手コキ 人妻編 総勢24熟女!（3月8日、隼エージェンシー）他23名出演
- スーパーマスクヒロイン 4（3月14日、ギガ)
- 女子校生「やめてください!!」胸揉み（3月22日、ラハイナ東海）
- 生脚姉さんのむっちり太腿絞めサロン（3月25日、アロマ企画）
- エロ盛りMAX!! SuperBest 500分2枚組（4月18日、GLAY'z）
- 人妻を脅して騙して犯す!! 高収入募集広告に騙され中出しされる6人の人妻たち（4月25日、なでしこ）他5名出演
- 人妻妖艶妄想（5月10日、ソルト・ペッパー）
- フェラコレ熟女編 II 31人のフェラマダム（6月14日、隼エージェンシー）他30名出演
- W痴女 M奴隷圧迫（6月19日、AVS）他出演：城本久美
- 高級桃尻奥さんのフェ尻 FECHIRI（6月19日、グローリークエスト）
- アロマ仮想風俗シリーズ パーソナルトレーニング 性感サロン（7月13日、アロマ企画）他出演：水嶋エリカ、西条れいな
- アロマ仮想風俗シリーズ ノーブラミニスカちら見せオフィス（7月13日、アロマ企画）他出演：一ノ瀬あきら
- キレイなお姉さんのムチムチ巨尻（7月19日、AVS）
- 美脚クラブ180（7月19日、ミスター・インパクト）他多数出演
- 独占!人の妻ワイドスペシャル あなた、私も同じように浮気します 貞淑妻がメスに変わる時（7月25日、アテナ映像）
- ウブな素人娘の電マ初体験で本気（マジ）イキッ!（8月5日、ジャネス）
- 超絶痴女QUEEN極上ファックSP!! VOL.3（8月15日、イマージュ）
- フェラマニア Vol.4（8月19日、ミスター・インパクト）他出演：小日向しおり、神楽ゆい、赤西涼、浅田ちち、国見奈々、愛乃みく、橘ひな、星優乃、はるか悠、早乙女美奈子
- DANDY特別版 日本中を勃起させたあの美淑女/女子校生/エステティシャン/看護師は今!?もう一度逢ってヤられたい!（9月18日、DANDY）
- 巨尻ローライズの女 着衣SEX!（10月3日、KTファクトリー）
- バーチャル的！！張り型高速ピストン連続アクメ騎乗位オナニー（10月8日、スティルワークス）
- 水泳インストラクターやってるガタイのいい女って、筋肉ムキムキだと誰でもヤラせてくれるってホント!?（10月9日、ROCKET）
- FETISH DANCE -ダイナマイトボディの誘惑-（10月25日、AVS)
- マドンナ厳選美熟女22人のジョバジョバ潮吹き4時間（10月25日、マドンナ）他21名出演
- いい女だらけの自画撮りオナニー2（11月5日、ジャネス）他多数出演
- デカ尻パンチラOL（11月19日、BRAVO)
- GAL'S CLIMAX（11月21日、クリスタル映像）
- 巨乳・爆乳 乳揉み VOL.3（12月5日、映天）
- 騎乗位好きのSオンナ集まれ!（12月16日、マキシング）
- 働くお姉さまの美尻圧迫窒息（12月26日、ブーツの館）
- YOKOHAMAブーツGALふぇてぃっしゅ（12月26日、ブーツの館）
- OLパンプス ダメ社員を臭気虐待調教（12月26日、ブーツの館）

2009年　
- パンスト妄想脚（1月19日、ミル）
- イマージュグラマーギャル 作品 BEST10 270分SPECIAL!!（2009年1月20日、スターパラダイス）
- 応募素人×完全発情 わたしの濃厚せっくす。（2月19日、シュガーワークス）
- ミルカタログDVD 狂一監督編（2月19日、ミル）
- 厳選4時間 エッチなお姉さんに誘われて2（2月20日、クリスタル映像）
- 人妻ナンパ188（3月5日、シュガーワークス）
- 人妻のフェラ（4月17日、なでしこ）
- 人妻妖艶妄想2 エロ妄想に耽る人妻 4時間総集編（4月20日、ソルト・ペッパー）他多数出演
- 人妻を脅して騙して犯す!!総集編（5月22日、なでしこ）他多数出演
- 44人のおっぱいを揉んで！吸いまくる！ 2（8月19日、ミスター・インパクト）
- マドンナ2008年全291タイトル作品集8時間￥1980（8月25日、マドンナ）
- 性欲工房 美尻妻（10月23日、INAZUMA）他出演：村上涼子

2010年
- 極上美熟女30人の嗚咽イラマチオ4時間（1月7日、マドンナ）
- キレイなお姉さんのムチムチ巨尻BEST（5月7日、AVS）
- 私たち熟女のフェラチオ見てください 大人美人40人の極上テクニック（7月23日、なでしこ）他39名出演
- 巨乳・爆乳 巨乳オイル激揉みおっぱいヌルヌル（8月6日、映天）
- マドンナ7周年記念 極上美熟尻77人8時間（12月25日、マドンナ）

2011年
- タイトスカート・ローライズ お姉さんのお尻（2月10日、KTファクトリー）
- パンスト妄想脚 BEST（9月7日、ミル）
- 巨根鬼突き！ BACKS（11月19日、ミル）

2012年
- アスリートマニア コレクターズBOX II 6枚組（4月6日、ミル）

### アダルトサイト
- 舞ワイフ 129 森本裕子
- P-line world RINA 2作品
- 美人拷問官リナ スパイ残虐拷問責め（甘美会ビデオ）
- 屈辱の尻舐め奴隷 美女達の美脚美尻責め（甘美会ビデオ）
- 美人美脚拷問官達残虐！殴打・蹴り責め拷問（甘美会ビデオ）